# 碳酸酯

碳酸酯

碳酸酯（carbonate ester）又称有机碳酸酯（organic carbonate，organocarbonate），是碳酸（HO-C(O)-OH，H2CO3）分子中两个羟基（-OH）的氢原子部分或全部被烷基（R、R'）取代后的化合物。其通式为RO-CO-OH或RO-CO-OR'。遇强酸分解为二氧化碳和醇。
碳酸酯可用作1,2-二醇和1,3-二醇的保护基。脱保护基的方法是用氢氧化钠水溶液处理。碳酸酯聚合生成聚碳酸酯，一种热塑性塑料。
此外，碳酸酯的其他用途还有：
- 碳酸二甲酯：甲基化试剂；
- 碳酸乙烯酯、碳酸丙烯酯：极性溶剂；
- 三光气（双(三氯甲基)碳酸酯）：光气替代品；
- 焦碳酸二甲酯：防腐剂；
- 聚碳酸酯：高分子材料。

## 制取
碳酸酯的制取方法有：
- 用醇或酚類与光气反应。光气法是以前制取聚碳酸酯的常用方法，但由于光气毒性很高，故此法正逐步被其他污染较少的方法所替代，例如比较新颖的羰基二咪唑法。
- 环氧化合物与二氧化碳在卤化锌作用下反应生成碳酸酯。[3]